# Нахширгора
Нахширгора (груз. ნახშირგორა) — село в Грузии, на территории Мцхетского муниципалитета края (мхаре) Мцхета-Мтианети.

## География
Село находится в центральной части Грузии, на берегу реки Сурдосхеви, на расстоянии приблизительно 14 километров (по прямой) к юго-западу от города Мцхета, административного центра края и муниципалитета. Абсолютная высота — 1044 метра над уровнем моря.

## Население
По результатам официальной переписи населения 2014 года в Нахширгоре проживало 8 человек (5 мужчин и 3 женщины). В национальной структуре населения грузины составляли 100 %.